# Aratula
Aratula est une localité australienne située dans la zone d'administration locale de la Scenic Rim au Queensland.
Le village est situé à 60 km au sud-ouest d'Ipswich et à 90 km au sud de Brisbane, juste à l'est de la trouée de Cunningham, à proximité des parcs nationaux des Moogerah Peaks et du Main Range, ainsi que du lac artificiel Moogerah.
En 2021, la population s'élevait à 609 habitants.